# 빈차스 쿠디르카

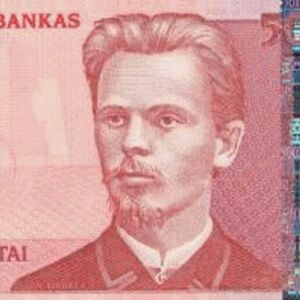
리투아니아 지폐에 그려진 모습

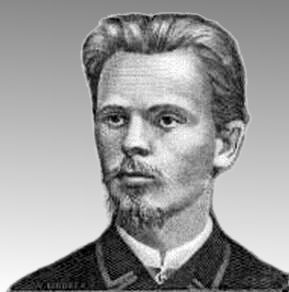
빈차스 쿠디르카

빈차스 쿠디르카(리투아니아어: Vincas Kudirka, 1858년 12월 31일 ~ 1899년 11월 16일)은 리투아니아의 시인이자 음악가였다.
그는 리투아니아의 국가를 작사 및 작곡한 사람으로 알려져 있다.